# مارينوس الصوري
مارينوس الصوري (70م-130م) (بالإنجليزية Marinus of Tyre) عالم يوناني (أو فينيقي) ورسام خرائط وعالم رياضيات، أسس الجغرافيا الرياضية وأوجد الأسس التي قام عليها كتاب «الجغرافيا» لكلاوديوس بطليموس. يعود له الفضل في تطور مفاهيم الجغرافيا وبداية اعتمادها على المقاييس. حيث قام بجمع كل ما كتبه من سبقه من الجغرافيين، وعمل على تصحيح معلوماتهم، مصححاً في الوقت نفسه خريطة العالم المعروفة آنذاك ً، ومبتكراً المقاييس الثابتًة لها. وعلى الرغم من قلة ما وصلنا عنه من معلومات حول سيرة حياته وزمن مولده ووفاته، فإن ما أورده بطليموس من قرائن عنه ترجّح أنه عاش في القرن الثاني للميلاد.

## حياته
يعود اصل مارينوس إلى مدينة صور التي كانت إحدى مدن المقاطعات الرومانية الممتدة حتى سوريا. كانت أعماله ومؤلفاته بمثابة الأسس التي اعتمد عليها العالم اليوناني كلاوديوس بطليموس، الذي استخدم مؤلفات مارينوس كمصدر لكتابه «الجغرافيا». وقد أعترف كلاوديوس بطليموس بفضل مارينوس عليه. ولاحقا استشهد العالم الجغرافي العربي أبو الحسن علي بن الحسين المعروف باسم المسعودي بأعمال وكتابات مارينوس في مؤلفاته.

## أعماله
أحد أعمال مارينوس المفقودة هو ما يسمى «الأطروحة الجغرافية» والتي لا يعرف عنها شيء إلا من خلال ما نقله كلاوديوس بطليموس في كتاباته. قدم مارينوس تحسينات في بناء الخرائط وطوّر نظامًا من الرسوم البيانية والجداول البحرية. ويعتبر هو مبتكر خطوط الطول والعرض من أجل تحديد المواقع تحديداً علمياً دقيقاً، فضلاً عن أنه صاحب فكرة تقسيم سطح الأرض المعروف في عصره إلى درجات، فيما كانت المواقع الجغرافية تُحدُّد قبله بالنسبة إلى المدن المعروفة بدلاً من الخطوط الاصطلاحية المعتمدة حالياً.
وبذلك يكون مارينوس صاحب الفضل في إدخال علم الرياضيات في عملية تحديد المواقع. وكان من جراء ذلك أنه أدخل على خريطة العالم مواقع كثيرة لم تكن معروفة قبلاً. ومدَّ خريطة آسيا التي كانت في زمنه تقف عند فتوحات الاسكندر المقدوني إلى الشرق، محدداً الأماكن فيها استناداً إلى روايات التجار. ولكن تحديداته انطوت على مبالغات جّمة.إلا أن فضله هنا يكمن في توسُّعه في شرح امتداد آسيا الجغرافي، وهو أمر كان يجهله الجغرافيون الذين سبقوه.
قام مارينوس بمحاولة لقياس طول خط الإستواء ووجد أنه يساوي حوالي 180,000 ستاديون (وحدة قياس يونانية للمسافات) أي ما يعادل اليوم حوالي 33,000 كم، بينما يبلغ الطول الحقيقي لخط الاستواء (محيط الأرض) حوالي 40,075 كم، وهذا يدل على مدى دقة مارينوس في حساباته حيث أن طول محيط الأرض الذي حسبه هو أقل ب 17% من المحيط الحقيقي للارض المعروف اليوم.
كما درس مارينوس بعناية أعمال من سبقوه ومذكرات المسافرين. كانت خرائطه التي رسمها في الإمبراطورية الرومانية هي أول الخرائط التي تظهر فيها الصين. واخترع أيضًا الإسقاط المتساوي الأضلاع، والذي لا يزال يستخدم حتى اليوم في رسم الخرائط.
هناك القليل من آراء وأفكار مارينوس التي تم نقلها من قبل كلاوديوس بطليموس في كتاباته. كان مارينوس يرى أن قارات أوروبا وآسيا وأفريقيا هي من تسببت بفصل أوقيانوس (إله المحيطات في الميثولوجيا اليونانية) إلى قسمين: شرقي وغربي. لقد أعتقد أيضا أن العالم المأهول بالسكان في زمنه يمتد بالعرض من جزيرة ثولي (النرويج) إلى أجيسمبا (دائرة عرض مدار الجدي) ويمتد بشكل طولي من جزيرة فورتيونات (القريبة من جزر الكناري) إلى مدينة شيرا (تقع في الصين حاليا). كان مارينوس هو أول من ذكر مصطلح أنتاركتيكا، الذي اشار به إلى المنطقة الواقعة عكس الدائرة القطبية الشمالية.